# Diogenes Laërtius
Diogenes Laërtius (Oudgrieks: Διογένης Λαέρτιος, Diogénes Laértios) was een Griekstalig biograaf, vermoedelijk uit het begin van de 3e eeuw na Chr. Hij is de schrijver van een uitgebreide biografie van Griekse filosofen. De naam 'Laërtius' zou eventueel ontleend kunnen zijn aan zijn vermoedelijke geboortedorp Laërte in Cilicië, maar kan ook afgeleid zijn van de Romeinse familie 'de Laërtii'.
Over zijn leven zijn verder geen bijzonderheden bekend. Men weet zeker dat hij leefde na Sextus Empiricus (200 n.Chr.), naar wie hij in zijn werk verwijst, en voor Stephanus van Byzantium (500 n.Chr), die Diogenes citeert. Algemeen neemt men aan dat hij leefde tijdens de regeringen van Septimius Severus en Caracalla.
Ook over zijn eigen filosofische opvattingen is niets bekend. Sommigen nemen aan dat hij een christen was, maar anderen menen dat hij eerder een epicureëer was. 
Zijn grote werk: φιλοσόφων βίων καὶ δογμάτων συναγωγή (Leven en leer van beroemde filosofen), is afgezien van één lacune volledig bewaard gebleven. Het is een indrukwekkende compilatie van uittreksels en anekdotes uit werken van vroegere filosofen, zonder enige oorspronkelijkheid, maar van onschatbare waarde voor onze kennis over de ontwikkeling van de Griekse filosofie. Het werk bevat onder meer dan 1000 citaten van ongeveer 250 auteurs.
Wegens de uitgebreide en van enige empathie getuigende behandeling van het hoofdstuk over Epicurus, menen sommige onderzoekers dat Diogenes zelf een aanhanger van de Epicuristische School is geweest, maar dat staat zeker niet vast. Elk van de 82 behandelde filosofen wordt ingedeeld bij een bepaalde school, maar de verschillende scholen herleidt hij tot twee oorsprongen. De indeling is evenwel erg onwetenschappelijk. Concreet erkent hij de Ionische school (beginnend bij Thales en Anaximandros) en de Italische school (beginnend bij Pythagoras). Voorbij Socrates verdeelt hij de Ionische school op in drie vertakkingen: (a) Plato en de Academici, tot Clitomachus, (b) de Cynici tot Chrysippus en (c) Aristoteles en zijn leerlingen, o.a. Theophrastus.
Als bron is Diogenes doorgaans even betrouwbaar als de bron waaruit hij citeert. Waar hij echter amusante of schandaleuze verhaaltjes opdist om het gedachtegoed van de behandelde filosofen te stofferen, dient de moderne lezer enige reserve te bewaren. Het uitgebreide artikel over Epicurus is echter zeer waardevol, omdat er enkele originele brieven van de filosoof in zijn opgenomen die bijzonder illustratief zijn voor zijn leer.
Diogenes Laërtius schreef ook enkele epigrammen over de dood van beroemde mannen, waarvan hij er een paar citeert in zijn grote werk.

## Nederlandse vertaling
- Leven en leer van beroemde filosofen, vertaald, ingeleid en van aantekeningen voorzien door Rein Ferwerda, 1989, ISBN 9789026307560